# Robatori de Norrmalmstorg
El robatori de Norrmalmstorg, ocorregut a Suècia l'agost de 1973, va ser un atracament a un banc, avortat en primera instància per la policia, que va derivar en un segrest amb ostatges que es perllongà durant cinc dies. És conegut, principalment, pel fet que arran d'aquest segrest es va encunyar el terme conegut com la Síndrome d'Estocolm.

## Cronologia dels fets
El 23 d'agost de 1973, el presidiari Jan Erik "Janne" Olsson, aprofitant un permís penitenciari, va entrar al Kreditbanken, una oficina bancària situada al cèntric barri de Norrmalmstorg (Estocolm) amb la intenció de cometre-hi un atracament. La policia va ser ràpidament alertada i, en arribar, dos oficials van ser rebuts a trets per Olsson. Va ferir-ne un i ordenà al segon d'asseure's en una cadira. Olsson va prendre quatre ostatges i va exigir que li portessin el seu amic Clark Olofsson, juntament amb 3 milions de corones sueques, dos revòlvers, armilles antibales, cascos i un vehicle.
Olofsson va ser portat amb permís del govern i va establir un enllaç de comunicació amb els negociadors de la policia. Una de les ostatges, Kristin Ehnemark, va manifestar que se sentia segura amb els atracadors i que, per contra, temia que una hipotètica intervenció de la policia utilitzant mètodes violents pogués causar-los greus problemes. Aquesta consideració va ser l'inici del que, a posteriori, es va conèixer com a Síndrome d'Estocolm. El terme va ser encunyat pel criminòleg i psicòleg Nils Bejerot, col·laborador de la policia durant el segrest.
Els atracadors van bloquejar el pas a la cambra cuirassada principal juntament amb els ostatges, però les portes de la cambra estaven tancades. Llavors els van oferir un vehicle per poder escapar, però amb la condició que no s'enduguessin cap ostatge. Aquesta circumstància va irritar els segrestadors. Olofsson va parlar per telèfon amb el primer ministre suec Olof Palme a qui va advertir que estaven disposats a matar els ostatges. Per fer més creïble l'amenaça va prendre una ostatge, Elisabeth, i va penjar el telèfon mentre aquesta cridava.
L'endemà, Olof Palme va rebre una altra trucada. En aquesta ocasió era de l'ostatge Kristin Ehnmark, qui va comunicar-li que se sentia molt disgustada amb la seva actitud i li va demanar que deixés anar els atracadors amb els ostatges.
El 26 d'agost, la policia va aconseguir trepar un forat fins a la cambra cuirassada des de l'habitació superior, des d'on es va prendre la foto d'Olofsson amb les dues ostatges. Olsson va obrir foc i amenaçà de matar els ostatges. Els va col·locar una mena de llaç al coll de manera que s'escanyessin en cas que la policia intentés un atac amb gas. Dos dies després, el 28 d'agost, la policia va llançar un atac utilitzant gas i, després de mitja hora, els atracadors es van rendir. Ningú no va resultar ferit.

## Desenllaç
Tant Olsson com Olofsson van ser condemnats pel segrest i se'ls va perllongar la condemna que complien abans del robatori. No obstant això, Olofsson va declarar que no havia ajudat Olsson i que només havia intentat salvar els ostatges mantenint la situació en calma. El tribunal superior va retirar aleshores els càrrecs contra ell i més tard va fer amistat amb l'ostatge Kristin Ehnemark.
Per la seva banda, Olsson va ser sentenciat a deu anys de presó i no ha comès cap acte criminal des que va ser alliberat. Va rebre moltes cartes d'admiradores i més tard va començar una relació sentimental amb una d'elles. Contràriament al que sovint s'ha dit, però, cap dels dos segrestadors manté una relació sentimental amb cap de les ostatges.
Clark Olofsson té un extens historial delictiu que inicià amb només 16 anys. Ha comès repetidament robatoris a mà armada i actes violents, tant abans com després de 1973. Va ser finalment alliberat l'any 1991, per bé que fou novament arrestat a Dinamarca el 1999 on compleix una condemna a 14 anys de presó.